# Territoire fédéral d'Islamabad
Le Territoire fédéral d'Islamabad (en anglais Islamabad Capital Territory ou ICT et en ourdou : وفاقی دارالحکومت) est une subdivision du Pakistan, qui englobe une seule ville, Islamabad, la capitale politique du pays. Le territoire est situé entre les provinces du Pendjab et de Khyber Pakhtunkhwa, dans le nord du pays. Centre du pouvoir politique, il jouxte la ville de Rawalpindi qui est le centre du pouvoir militaire.
Selon le recensement de 2023, la population du territoire s’élevait à presque 2,4 millions d'habitants, ce qui en ferait la huitième ville la plus peuplée du pays seulement. Près de 80 % du territoire est occupé par la ville d'Islamabad, le reste étant dominé par le parc national de Margalla qui abrite des espèces protégées. Le territoire a une superficie de 1 165 km2, et Islamabad une superficie de 906 km2.
Cette subdivision a été créée en 1960 sur l'initiative du pouvoir militaire de Muhammad Ayub Khan pour permettre la construction de la ville d'Islamabad, destinée à devenir la nouvelle capitale du pays. Auparavant la capitale pakistanaise était Karachi puis Rawalpindi à titre transitoire. La création de cette subdivision a entrainé l'amputation d'une partie de la superficie de la province de Khyber Pakhtunkhwa et du Pendjab.

## Histoire

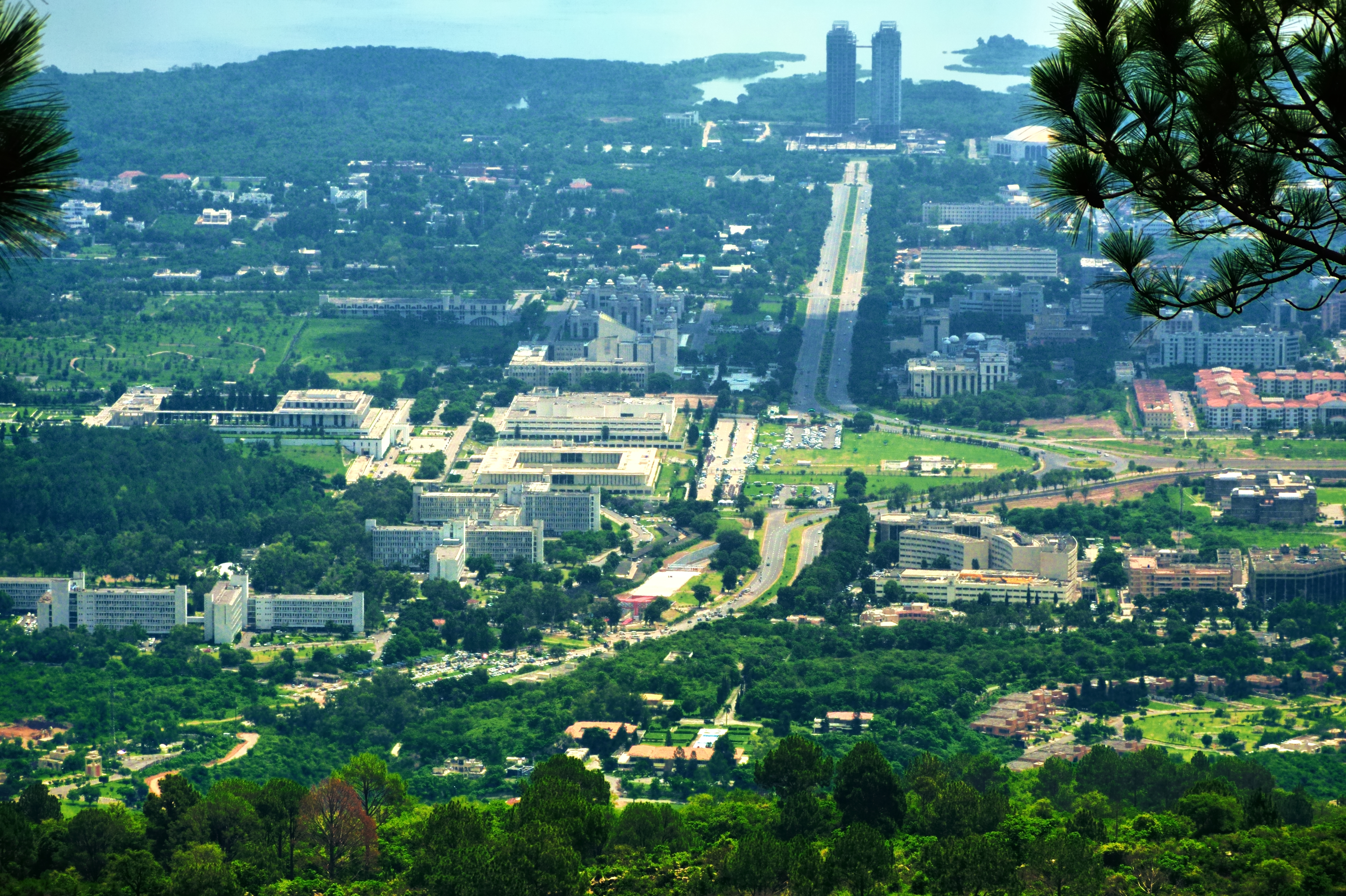
Vue de l'avenue de la Constitution d'Islamabad.

Islamabad est une ville nouvelle dont l'idée de la construction remonte aux débuts de la fondation du Pakistan, le 14 août 1947. À ce moment-là, Karachi, la plus grande ville du pays, a été désignée comme capitale de la nouvelle nation. Toutefois, la rapide croissance démographique de la ville, son dynamisme économique et le débuts de tensions incitent les dirigeants du pays à changer d'emplacement. Au début du régime du général Muhammad Ayub Khan en 1958, la construction d'une nouvelle capitale au nord du Pendjab est entérinée. Les travaux débutent en 1960 alors que la capitale du pays a été déplacée l'année précédente de manière transitoire vers Rawalpindi, ville voisine. Cette localisation n'a pas été choisie au hasard : Rawalpindi est le siège de l'armée pakistanaise et donc le centre du pouvoir militaire qui dirige le pays à cette période. De plus, le Pakistan oriental a été vite écarté pour accueillir la nouvelle capitale, étant donné son agitation populaire à cette période. Toutefois, l'Assemblée nationale est installée à Dacca avant que le Pakistan oriental ne fasse sécession en 1971 pour devenir le Bangladesh.
Le pouvoir pakistanais choisit comme architecte pour le projet le Grec Konstantinos Apostolos Doxiadis. Les principaux travaux prennent fin en 1966 et Islamabad devient alors officiellement la capitale du pays, au moment où les nouveaux bâtiments des principales institutions entrent en service : le Parlement, la Cour suprême et les résidences officielles du Premier ministre et du président de la république. À l'origine, le territoire fédéral d'Islamabad était censé inclure la ville de Rawalpindi, qui jouxte la capitale au sud, mais il a été décidé de les séparer. Les deux villes très proches sont pourtant bien interconnectées par les transports, gagnant le surnom des « villes jumelles »,.

## Géographie

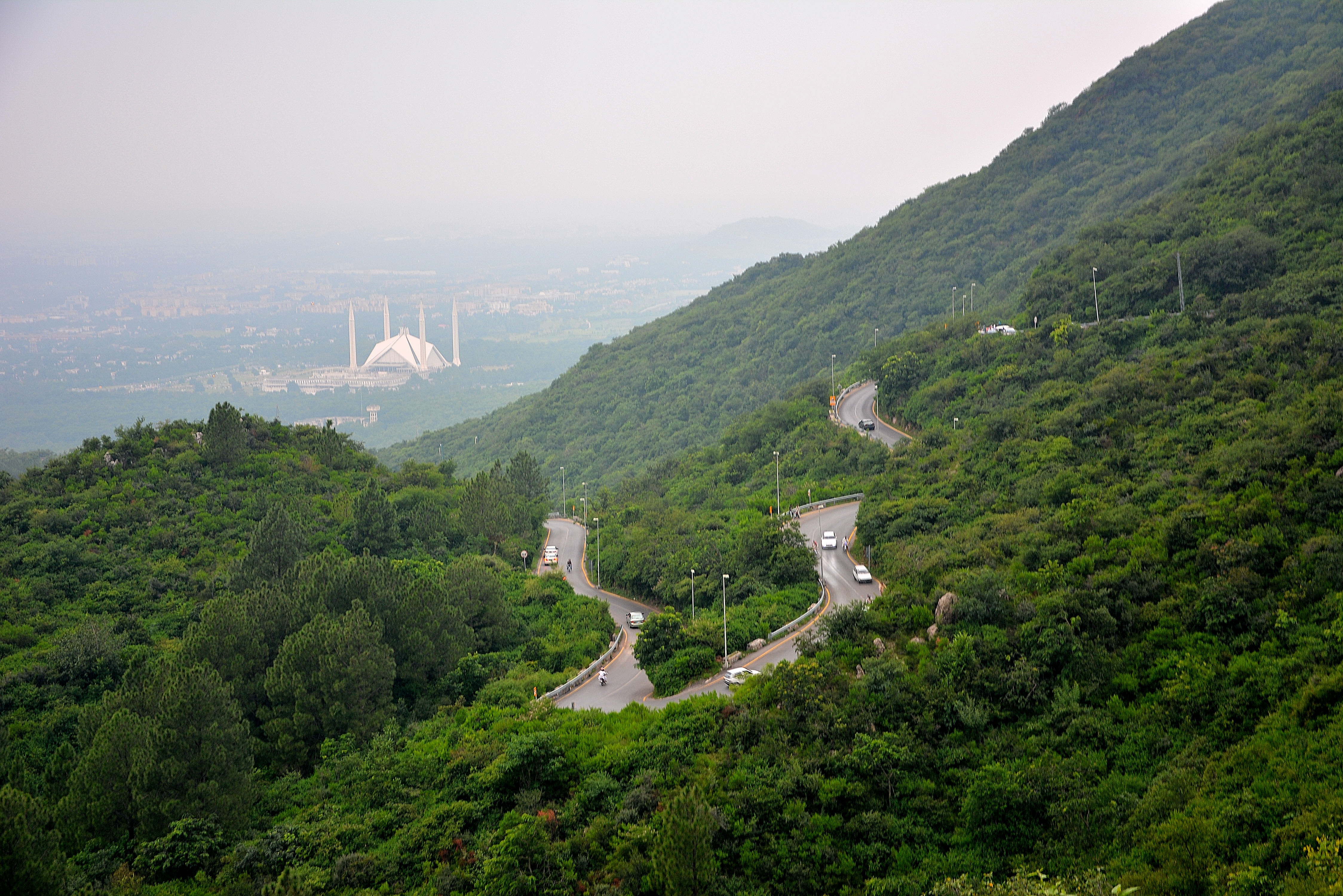
Entrée du parc de Margalla avec en arrière-plan la ville d'Islamabad et la mosquée Faisal.

Le territoire fédéral d'Islamabad est situé au nord de la province du Pendjab et on trouve à sa frontière nord la province de Khyber Pakhtunkhwa. L'unité administrative est également située dans le nord du plateau Pothohar, une région quelque peu montagneuse et boisée, au pieds des grands massifs de l'Himalaya. Le territoire se trouve non loin de la rivière Soan, qui se jette dans le fleuve Indus quelque 100 kilomètres plus au sud-ouest.
On trouve au sein du territoire, immédiatement au nord de la ville d'Islamabad, le parc national Margalla d'une superficie de 17 000 hectares. Créé en 1980, c'est une zone montagneuse et boisée protégée pour sa faune et sa flore comprenant également le grand lac artificiel Rawal, retenue d'eau créée par un barrage environnent. Le parc national est notamment peuplé par des léopards, des gorals ou des muntjacs parmi 38 espèces de mammifères, 250 espèces d'oiseaux, treize espèces de reptiles et 600 variétés de plantes.

## Démographie
Selon le recensement de 1998, le territoire fédéral d'Islamabad compte 805 235 habitants, dont 54 % d'hommes. Près de 66 % de la population est urbaine et le taux d'alphabétisation atteint 66 % environ, bien supérieur à la moyenne nationale de 44 % et même l'un des meilleurs du pays. Il se situait à 75 % pour les hommes et 49 % pour les femmes, soit un différentiel de 26 points, supérieur aux 23 points pour l'ensemble du pays,.
Selon les résultats préliminaires d'un recensement de 2011 que les autorités n'ont pas mené à son terme, la population du territoire fédéral d'Islamabad s'établirait à 1 151 868, soit une hausse de la population de 43 % par rapport à 1998. L'étude contestée est cependant annulée et le recensement de 2017 pointe lui une population de 2 006 572 habitants, plus du double par rapport à 1998. La moitié habite dans la ville d'Islamabad.
Au moins 98 % de la population du territoire est Musulmane en 1998, les minorités religieuses constituent moins de 2 % de la population (1998) (environ 16 000 personnes), ou l'on trouve environ 2 000 Hindouistes, et environ 3 500 Chrétiens. Le reste des minorités religieuses sont constituées de Sikhs, de Baha'is, et d'Ahmadis. En Septembre 2020, la construction d'un temple Hindou, pouvant recevoir une centaine d'adeptes, est interrompue par des fondamentalistes Musulmans.   

## Administration

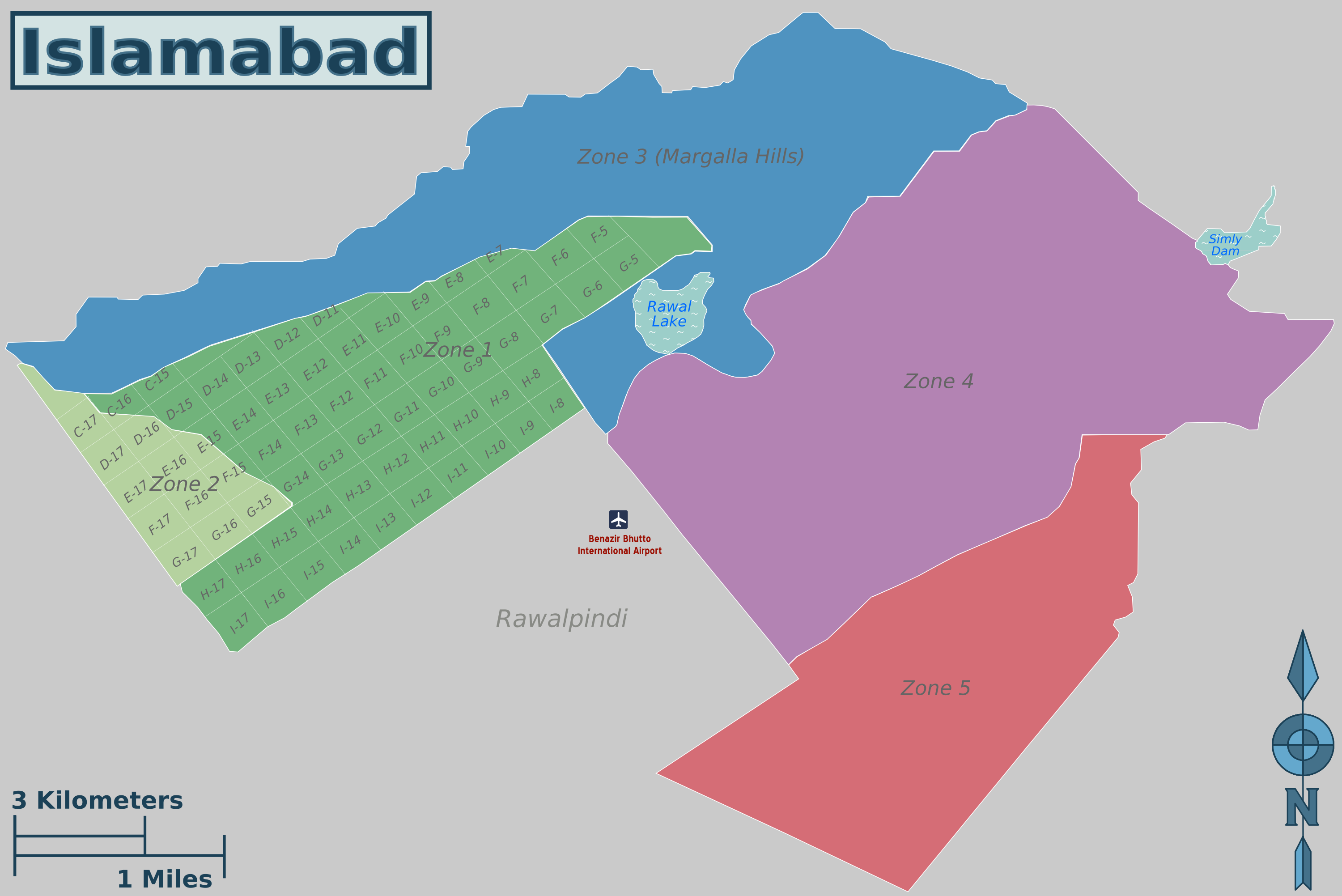
Les cinq zones constituant le territoire fédéral d'Islamabad.

Le territoire fédéral d'Islamabad a été créé en 1960 en amputant une partie de la superficie du district de Rawalpindi dans la province du Pendjab et du district d'Haripur dans la province de Khyber Pakhtunkhwa. Le territoire est ainsi seulement entouré de ces deux districts et est presque intégralement enclavé au sein du district de Rawalpindi. À la création de cette unité administrative et d'Islamabad, le pouvoir militaire de Muhammad Ayub Khan décide de ne les doter d'aucune institution locale ou municipalité, et le territoire est donc directement administré par le gouvernement fédéral.
Le territoire est divisé en cinq zones. Les première et deuxième zones sont totalement urbanisées et comprennent la ville d'Islamabad. La troisième zone comprend le parc national Margalla alors que les zones quatre et cinq comprennent des parcs et des zones rurales ou des banlieues résidentielles cossues.

## Politique
Depuis 2018, le territoire fédéral d'Islamabad est représenté à l'Assemblée nationale par les trois circonscriptions numérotées de 52 à 54, alors qu’auparavant il n'était représenté que par deux députés. C'est un fief plutôt conservateur, généralement acquis à la Ligue musulmane du Pakistan comme sa voisine Rawalpindi, par ailleurs centre du pouvoir militaire. Lors des élections législatives de 2008, les deux circonscriptions sont remportées par la Ligue musulmane du Pakistan (N) malgré une relative bonne performance du Parti du peuple pakistanais. Durant les élections de 2013, les deux sièges sont respectivement remportés par Javed Hashmi, membre du Mouvement du Pakistan pour la justice et un membre de la Ligue musulmane du Pakistan (N). Durant les élections de 2018, elles sont toutes remportées par le Mouvement pour la justice, dont Imran Khan lui-même.
Le territoire est également représenté par quatre parlementaires au Sénat, élus par l'Assemblée nationale au sein d'une liste. Deux d'entre eux sont des sièges réservés, l'un pour une femme l'autre pour un ouléma.
| Parti                                 | Voix    | %       | Élus nationaux |
| ------------------------------------- | ------- | ------- | -------------- |
| Mouvement du Pakistan pour la justice | 214 526 | 48,67 % | 3              |
| Ligue musulmane du Pakistan (N)       | 110 824 | 25,14 % | 0              |
| Parti du peuple pakistanais           | 56 061  | 12,72 % | 0              |
| Tehreek-e-Labbaik Pakistan            | 20 765  | 4,71 %  | 0              |
| Muttahida Majlis-e-Amal               | 16 560  | 3,76 %  | 0              |
| Autres partis                         | 5 704   | 1,29 %  | 0              |
| Indépendants                          | 16 364  | 3,71 %  | 0              |
| Total votes exprimés                  | 440 804 | 100 %   | 3              |